# Eugenio Cambaceres
Eugenio Modesto de las Mercedes Cambaceres (Buenos Aires, 24 de febrero de 1843-Buenos Aires, 14 de junio de 1889) fue un abogado, escritor y político argentino.

## Biografía
Eugenio Cambaceres era hijo de un químico francés que se estableció en Argentina hacia 1833, quien heredó una regular fortuna que invirtió para convertirse en un poderoso estanciero, y de una argentina, Rufina Alais, hija de padres ingleses (del grabador londinense John Alais, conocido localmente como Juan Alais).
Hizo los estudios secundarios en el Colegio Nacional de Buenos Aires y luego se graduó de abogado en la Universidad de Buenos Aires.
Ejerció un tiempo su profesión para intervenir más tarde activamente en política. En 1870, fue elegido diputado y ese mismo año fue nombrado secretario del Club del Progreso y en 1873 vicepresidente del mismo. En 1876, Eugenio Cambaceres tuvo un idilio con una soprano del Teatro Colón de nombre Emma Wizjiak, siendo descubiertos en un palco por el marido engañado quien desafió a duelo a Eugenio y que jamás se concretó, ya que el marido abandonó el país dejando a su esposa en Buenos Aires. Ese episodio alejó a Eugenio de la política, así como la honradez de sus convicciones al denunciar los fraudes de su propio partido. Aunque en 1876 es reelegido diputado nacional, renuncia a su escaño y deja la vida pública para dedicarse a la literatura. Su contribución más importante en esta truncada carrera como político de ideas liberales fue impulsar la separación de la Iglesia y el Estado ante la Convención de 1871, en un discurso que luego fue publicado en la Revista del Río de la Plata y que causó mucha polémica.
Como escritor introdujo el naturalismo de Émile Zola y los Goncourt en Argentina y los argumentos de índole realista y local con cuatro novelas de temática pesimista, las dos primeras son Pot-pourri. Silbidos de un vago (1882) y Música sentimental (1884). Ambas carecen de un plan preciso y a veces de ilación, con historias de adulterios conyugales dentro de un ambiente de pesimismo y hastío. Lo novedoso de tratar tan escabroso asunto y sobre todo el tratamiento crudo del tema, provocaron una repercusión escandalosa, y la crítica no vaciló en atacar al autor. Este solo corrigió en las obras posteriores la composición y el estilo literario, que mejoró considerablemente.
En 1885, dio a conocer su novela más significativa, llamada Sin rumbo, donde ofreció buenas descripciones de paisajes e interesantes anécdotas en torno a un asunto de patología sexual. Dos años antes de morir (1887) publicó En la sangre, la historia de un hijo de inmigrantes italianos que busca abandonar su humilde origen y fuerza al matrimonio a la hija de un estanciero adinerado, para luego derrochar su fortuna y arruinar su vida. A través de sus escritos, patentizó los problemas que se originaron con la llegada de extranjeros a Argentina y los cambios sociales de su época, criticó a la Alta Burguesía y su doble moral.
En octubre de 1887, la comisión presidida por su hermano Antonino y encargada de representar a la Argentina en la Exposición Universal de París de 1889, lo nombró delegado interino en esa ciudad. De inmediato comenzó las gestiones para conseguir un local especial en el Campo de Marte. Después de complicadas tratativas logró le fueran acordados 1600 metros cuadrados a orillas del río Sena y cerca de la Torre Eiffel, construida para esa exposición. Concretó luego la creación de una comisión local, según las directivas de la comisión de Buenos Aires y que entre otros miembros incluía a Rafael Igarzábal como delegado de aquella ante la de París. En reunión del 28 de enero de 1888, se decidió sacar a concurso la presentación de planos para la construcción del Pabellón Argentino y una vez adjudicado el proyecto al arquitecto francés Albert Ballu se sacó a licitación todo lo referido a la construcción y decoración del edificio, con dos excepciones: las obras de albañilería, y las obras de arte, que fueron encargadas a artistas de reconocida reputación. Por decreto del 8 de marzo de 1889, al aproximarse la apertura de la exposición, se oficializó la comisión parisina, nombrando como presidente a Cambacérès. Debido al recrudecimiento de la tuberculosis pulmonar que padecía, provocado por su exposición al crudo invierno parisino durante la realización de sus gestiones, Cambacérès debió regresar a Buenos Aires antes de la apertura oficial de la misma, programada para el 6 de mayo, sin llegar a ver concretado el fruto de sus trabajos. Falleció poco después, a los 46 años.
Había contraído matrimonio con Luisa Bacichi, nacida en Trieste, Italia, el 17 de noviembre de 1887. Su única hija, Rufina Cambaceres, falleció de un síncope pocos años después, el 31 de mayo de 1902, en Buenos Aires.

## Obras
Sus dos primeras novelas Pot-pourri, subtitulada "Silbidos de un vago" (1882) y Música sentimental, también subtitulada "Silbidos de un vago" (1884) obtuvieron tres reediciones consecutivas y Sin rumbo cuatro en pocos años.
- 1882. Potpourri, "Silbidos de un vago" (disponible para leer en línea)[5] es una historia conyugal de doble adulterio; el seductor huye al contárselo el amigo del marido; hay rasgos autobiográficos, sátira, retratos burlescos, alusiones y apuntes costumbristas.
- 1884. Música sentimental, "Silbidos de un vago" (disponible para leer en línea)[6] es la historia de Pablo, un joven argentino acaudalado que viaja a París y se relaciona con Loulou, ramera de altos vuelos que se enamora de él; pero Pablo seduce a una condesa y la cortesana despechada advierte al marido engañado, de forma que se produce un duelo y Pablo mata al conde quedando herido; una sífilis empieza a trastornarlo y lo destruye, de forma que Loulou vuelve a la prostitución.
- Sin rumbo (disponible para leer en línea)[7] presenta al típico personaje abúlico con mal del siglo, Andrés. Este arrastra una existencia baldía en medio del pesimismo y de hastío, de la que intenta salir seduciendo a la hija de un fiel servidor de la estancia de que es propietario; marcha a Buenos Aires y vuelve tras el invierno a la estancia pensando en el hijo que tendrá, pero su madre muere del parto, así como el padre de ella y su hija más tarde de un ataque de crup; Andrés se suicida.

- En la sangre (disponible en pdf)[8] desarrolla la vida del hijo de inmigrantes italianos Genaro, que crece en ambiente de avaricia y miseria; al morir su padre cursa estudios con la herencia y seduce a la hija de un estanciero para solucionar sus problemas económicos; pero empieza a especular con el dinero de su mujer en tierras y vuelve a la pobreza.

Críticas recibidas:
- 1886. Martín García Mérou. Libros y autores, críticas a autores de la época.[9] A propósito de las críticas de Mérou a un autor tan ignorado en su época, puede leerse la carta escrita por Cambaceres a Mérou en 1885. (Disponible para descargar).[10]
- Noé Jitrik. Cambaceres: adentro y afuera. El texto es un análisis crítico de Sin Rumbo. (Disponible para descargar).[11]
- Jorge Panesi. "Cambaceres: un narrador chismoso". En: Revista Interamericana de bibliografía vol XLV n.º 3:95. (Disponible para descargar).[12]
- Cristina Iglesia. "Breve tratado sobre el silbido en la literatura nacional". El título se debe a los subtítulos de sus dos primeras novelas, "Silbidos de un vago". En: Revista Interamericana de bibliografía vol XLV n.º 3:95. (Disponible para descargar).[12]
- El estudioso Claude Cymerman le dedicó recientemente (desde 1979) una docena de trabajos, reunidos en un volumen de Estudios cambacerianos, llamado: Claude Cymerman (con prólogo de María Rosa Lojo). La obra política y literaria de Eugenio Cambaceres (1843-1889): del progresismo al conservadurismo. Buenos Aires, Ediciones Corregidor, 2007. (libro a su vez comentado por Alberto Blasi, Comptes Rendus n.º 90, junio de 2008, artículo disponible en línea)[13] y que también comenta las críticas de la época como la de Martín García Mérou.
- La profesora Marta Cisneros publicó un estudio monográfico titulado "Según decimos en criollo..." (Un "pot purrí" de Eugenio Cambaceres), Río Cuarto: UniRío Editora, Colección Académico-Científica, ISBN 978-987-688-229-3.